# A Kanári-szigetek népessége

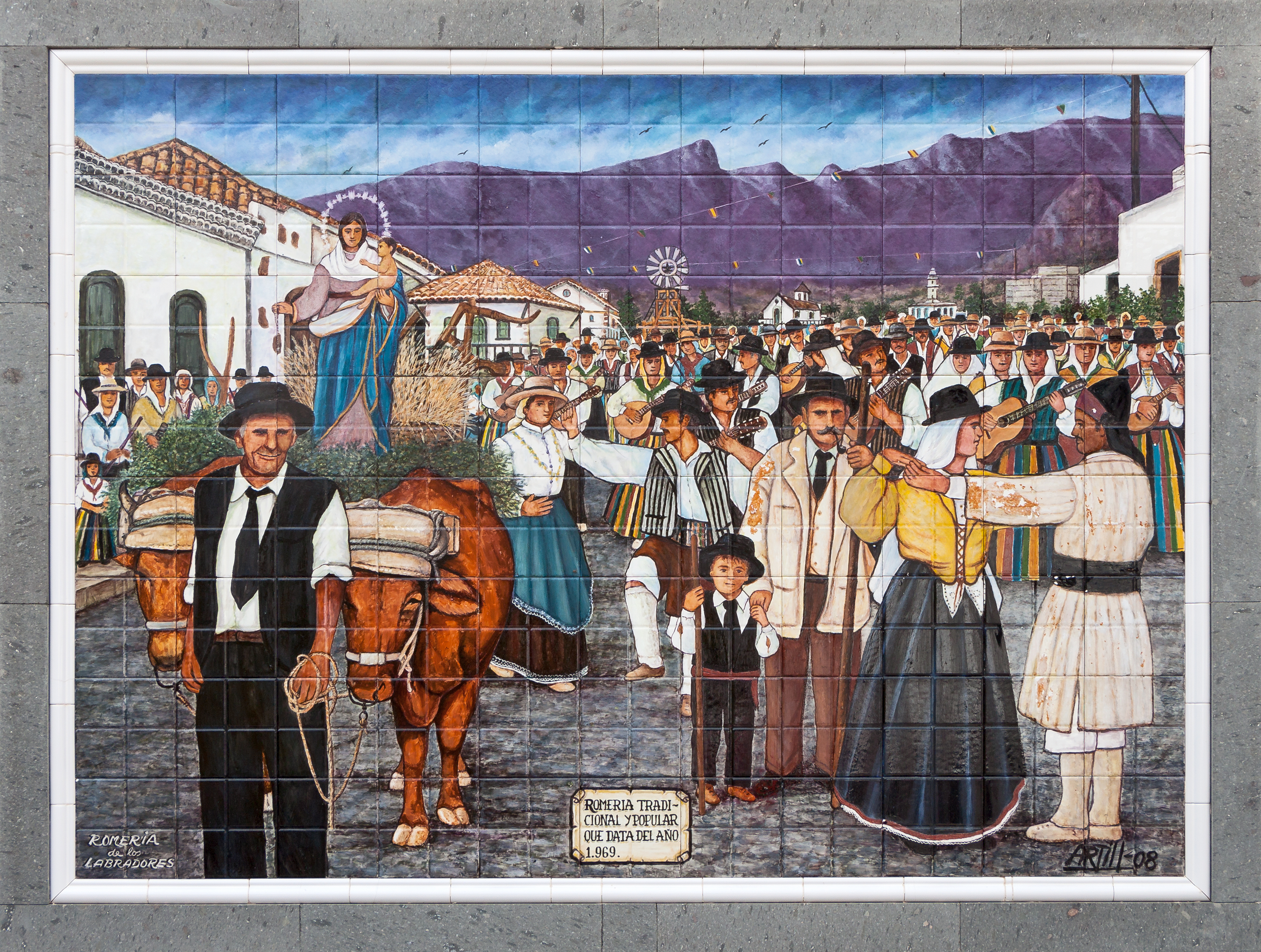
Hagyományos népi felvonulás festett csempéken

A Kanári-szigetek népessége Spanyolországon belül sajátos összetételű. A berber eredetű őslakosságon és a hódító spanyolokon kívül számos más nép képviselői érkeztek a szigetekre és telepedtek meg ott a századok során. A népszaporulat századokon keresztül meghaladta a szigetek eltartó képességét és ez jelentős kivándorlást okozott. A 20. század második felétől azonban ez a tendencia megfordult, és egyre több külföldi, köztük nyugat-európai telepedik meg a kedvező éghajlatú Kanári-szigeteken.

## Őslakosság

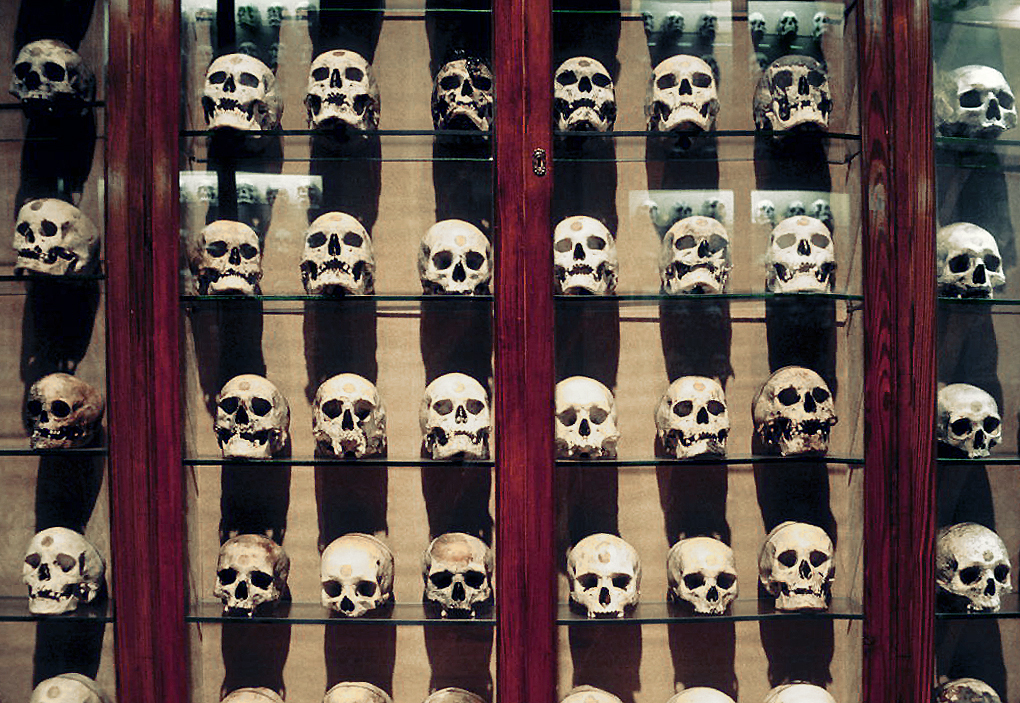
A guancsok barlangokban őrizték meg az elhunytak koponyáit

A modern genetikai kutatások megerősítették, hogy a szigetek őslakosai az északnyugat-afrikai berber népességből érkeztek több hullámban a szigetekre az i. e. 1. évezred derekán. Az őslakosságnak az európai hódítás idején meglévő létszáma tekintetében nagy a bizonytalanság. Agustín Millares Torres 19. századi spanyol történész a korai utazók és krónikások adatai alapján összesen 30 000 főre becsülte az őslakosok számát azzal, hogy közülük Tenerifén 15 000, Gran Canaria szigetén pedig 10 000 fő élhetett. Juan de Abréu Galindo 16. századi történetíró adatai alapján viszont úgy tűnik, hogy egyedül Gran Canaria lakossága meghaladta ebben az időben a 30 000 főt. A primitív gazdálkodáshoz képest kialakult túlnépesedés miatt nem tudták táplálni a teljes lakosságot, ezért az újszülöttek közül a lányokat meggyilkolták, kivéve az elsőszülötteket.
Az adatok bizonytalansága mellett az is egyértelmű, hogy a lakosság létszáma erősen ingadozott a gyakori – részben az európai hódítók által behurcolt – járványok, valamint a rabszolgakereskedelem miatt. Az európai kalózok szinte rendszeresen támadták a szigetet, hogy a lakosok egy részét elhurcolják és eladják rabszolgának.

## A népesség alakulása a spanyol hódítás után
Az őslakos guancsok női ágon öröklődő genetikai anyaga ma is karakterisztikusan jelen van a lakosság genetikai anyagában, ellentétben a férfi ágon öröklődő markerekkel, amik erősen visszaszorultak. Ez annak lehet a következménye, hogy a bevándorlók túlnyomórészt férfiak voltak. A 15. századi agresszív hódítás és az azt követő jelentős európai beáramlás ellenére a 16. század végén a lakosság mintegy kétharmada még bennszülött volt.
Egyházközségi adatok alapján a 16. századi összlakosságot 80 000, a 17. századit 100 000 főre becsülik. A 18. századból származó, már megbízhatóbb adatok szerint 1769-ben a lakosság létszáma 155 866, 1787-ben pedig 169 285 főt tett ki.
A 19. és 20. században a szigetek népessége lényegesen gyorsabban növekedett, mint a spanyol anyaországé. A 19 század közepe és a 20. század vége között a szigetek nyugati csoportjának (Tenerife, La Palma, El Hierro és La Gomera) négyszeresére, a keleti csoporté (Gran Canaria, Lanzarote, Fuerteventura) hatszorosára növekedett. A 20. század második felében azonban a népszaporulat lelassult és a növekedési ráta közeledett a spanyol átlaghoz. A népesség itt is a nagyobb városokba koncentrálódott, amik itt a tenerifei Sant Cruz és a Gran Canaria szigeti Las Palmas – ugyanakkor a belső területek nagyrészt elnéptelenedtek.
A 20. században a szigetek össznépessége a következőképpen alakult:
|                                 | 1900    | 1920    | 1940    | 1960    | 1977      | 1986      |
| ------------------------------- | ------- | ------- | ------- | ------- | --------- | --------- |
| A Kanári-szigetek össznépessége | 358 564 | 457 663 | 680 294 | 944 448 | 1 322 861 | 1 433 629 |

### Etnikai összetétel
A spanyol hódítás utáni századok során az érkezők fő tömegét adó spanyolok mellett számos különböző irányból érkeztek telepesek a szigetekre. A 16. században bevezették a cukornád termesztését, és ezzel együtt sok portugál telepes érkezett, akiknek gyakorlatuk volt ebben a mezőgazdasági ágazatban. Ekkoriban számos egyházközség adatait portugál nyelven vezették. Ugyancsak letelepedtek francia, genovai és flamand kereskedők.  A cukornád-ültetvények művelésére rabszolgákat is hoztak a szigetekre az afrikai partokról. 1653-ból feljegyezték, hogy 200 néger rabszolga érkezett Las Palmas kikötőjébe, akiket hamarosan jó áron eladtak. 1677-ben 6368 fekete és mulatt ember élt Gran Canaria szigetén, részben rabszolgák, részben felszabadítottak.
Az arabok és a zsidók bevándorlását a spanyol inkvizíció tiltotta. A bortermelés és -export beindulása viszont vonzotta az angliai borkereskedőket, így a 17–18. században számos angol család települt le a szigeteken. Közösségük vallási okokból erősen elzárt maradt. A szintén számos katolikus ír betelepülő viszont, akik éppen vallásuk miatt is menekültek el szülőföldjükről, vegyes házasságok révén is jól beilleszkedett a kanári-szigeteki társadalomba. Ma is számos helyi családnév őrzi az ír felmenők emlékét.
A 18. század végi viharos máltai történelem miatt máltai kereskedő- és hajós családok is költöztek a hasonló adottságokkal bíró Kanári-szigetekre. Az ő neveik is fennmaradtak a mai helyinévanyagban.
A brit kolónia a 19. században is nagy szerepet játszott a szigetek gazdaságában. Először a drága festékanyagot termelő bíbortetű tenyésztése, majd a turizmus megalapozása, valamint az exportra termelő paradicsom- és a banántermesztés meghonosítása fűződik hozzájuk. A britek nagy szerepet játszottak az európai életmód terjesztésében, az általuk alapított cégek és klubok a 20. században is virágoztak, immár spanyol vezetéssel.
A 19. században a brit gyarmati Indiából is érkeztek családok, akiknek leszármazottai gyakran azóta is kiskereskedelemmel foglalkoznak. Hasonlóképpen letelepedtek a 20. század elején szíriai, palesztin és libanoni kereskedők, akiknek megélhetését segíti a szigetek hagyományos vámszabadterületi jellege.
A szigetek etnikai képét színesítik a 20. században érkezett cigány csoportok, akik izoláltan élnek. Ugyancsak érkeznek Afrikából is legális vagy illegális betelepülők, akik főként kézműipari termékek utcai árusításával foglalkoznak.

### Társadalmi szerkezet
A társadalmi ranglétra legalsó fokán a rabszolgák álltak, akik a földeken vagy a háztartásokban dolgoztattak. A felszabadított rabszolgák és a szegények közül kerültek ki a napszámosok. A kézművesek már viszonylag nagyobb megbecsülésnek örvendtek, de az úri társadalom körében, csakúgy mint egész Spanyolországban, a manuális munka megvetendőnek számított: a született nemesség tagjai inkább éheztek, minthogy munkára fogták volna magukat. Például az 1766-ban alapított Las Palmas-i Jogászok Egyesülete alapszabályában rögzítette, hogy csak olyanok lehetnek a tagjai, akik bizonyítani tudták, hogy sem ők maguk, sem pedig az apjuk soha nem végzett fizikai munkát, nem volt kézműves sem. Ez a helyzet egészen a 18. század végéig fennállt, amikor III. Károly spanyol király reformokat vezetett be a gazdasági depresszió leküzdése érdekében és igyekezett növelni a munka megbecsülését. 1783-ban királyi rendeletet hoztak arról, hogy ha egy család három generáción át az állam számára is hasznos módon kereskedelmi vagy kézműves tevékenységet végzett, nemesi rangot kaphatott. Egészében véve azonban a Kanári-szigeteken a 19. század végéig fennmaradt a társadalom származás szerinti szigorú megosztottsága.
|                                                                                 | egyházi személyek | nemesek | jogászok | írnokok | diákok | földművesek | napszámosok | bolttulajdonosok | munkások | kézművesek | szolgák | tisztviselők | katonák | az inkvizíció tagjai |
| ------------------------------------------------------------------------------- | ----------------- | ------- | -------- | ------- | ------ | ----------- | ----------- | ---------------- | -------- | ---------- | ------- | ------------ | ------- | -------------------- |
| A foglalkozások megoszlása a Kanári-szigeteken egy 1787-es népszámlálás szerint | 2 314             | 907     | 28       | 70      | 264    | 10 829      | 13 986      | 154              | 778      | 2 717      | 6449    | 388          | 12 599  | 39                   |

### Kivándorlás
A határokon átnyúló népmozgás alapvető iránya egészen a 20. század második feléig a kivándorlás volt, amit a spanyol központi kormányzat különösen ösztönzött az amerikai spanyol gyarmatok felé. A 17. században minden 100 tonna, Amerikába irányuló export feltétele az volt, hogy öt családnak is ki kellett költöznie olyan akkori spanyol gyarmatokra, mint Louisiana, Florida illetve a mai spanyol nyelvű latin-amerikai államok.
A kivándorlás a szigetek gyors népességnövekedésének levezető szelepe volt, de időnként olyan arányokat öltött, ami már a szigetek elnéptelenedésével fenyegetett. 1835 és 1839 között, mindössze négy év alatt 14 742 fő költözött Spanyol-Amerikába. A második világháború után, 1946 és 1962 között csaknem százezren vándoroltak ki, leginkább Venezuelába.

## 21. századi folyamatok

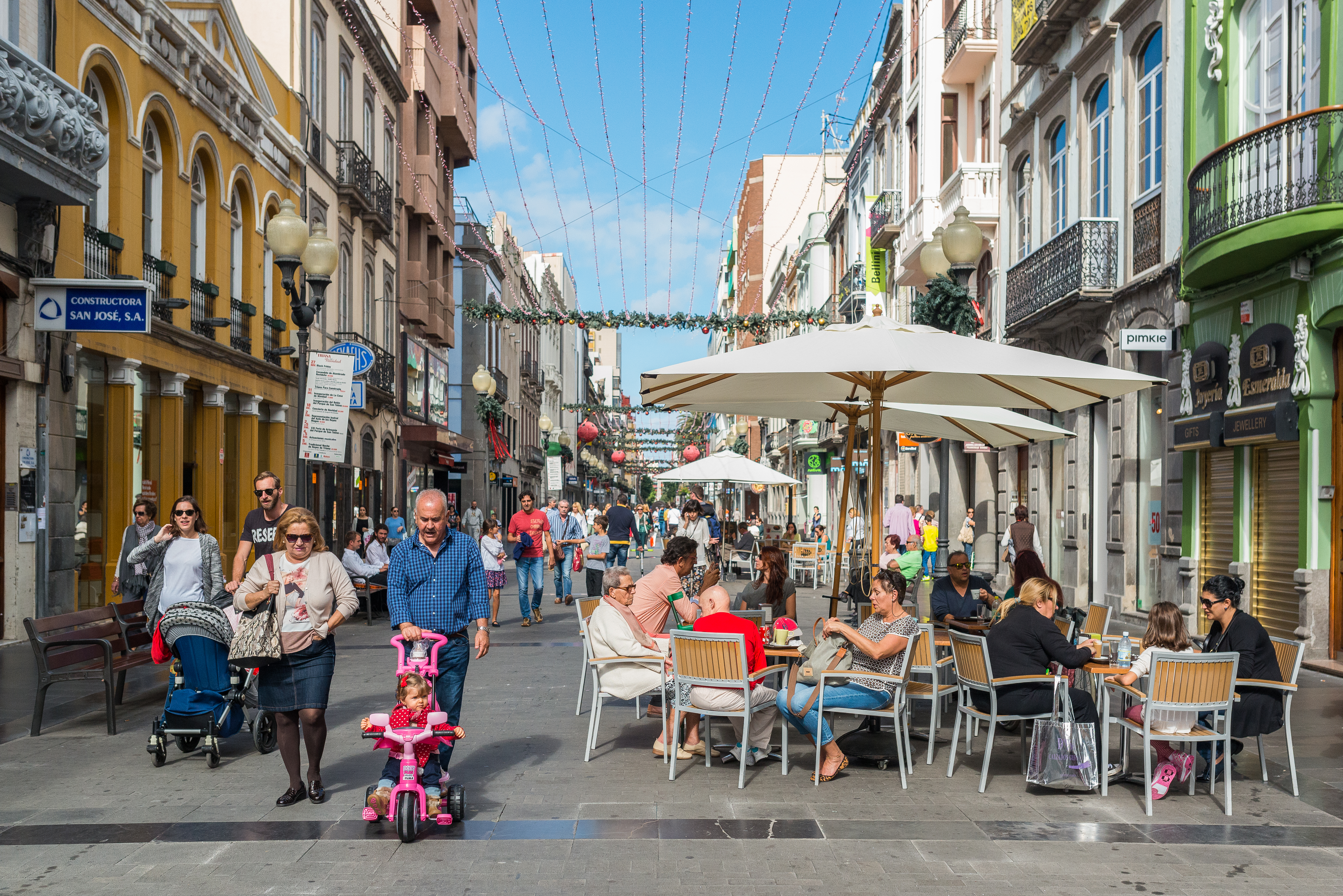
Óvárosi utca Las Palmasban

A 21. századra a nemzetközi és európai trendekkel összhangban a népesség természetes növekedése megállt, az átlagéletkor növekedésnek indult. A migrációs folyamatok visszájára fordultak, a Kanári-szigetek kivándorló területből bevándorlási célponttá vált. A külső és belső, ideiglenes és állandó lakossági mobilitás egyaránt megnövekedett. A bevándorlás nagyrészt a turizmus „meghosszabbításából” fakadt, azaz igen sok külföldi nyugdíjas telepedett le állandó jelleggel az igen kedvező éghajlatú szigeteken.
A szigetek összlakossága 2021-ben, a Covid19-pandémia kitörése után 2 176 412 volt, ami 3 468 fős, 0,2%-os növekedést jelentett az előző évhez képest. Ezen belül az állandó lakos külföldiek aránya 0,1%-kal csökkent.
A külföldi állampolgárok száma a csökkenés ellenére 2022. január 1-jén 287 458 volt, ami az összlakosság 13,2% jelentette. Csökkenésüket bőségesen ellensúlyozta a Spanyolország más területeiről történt bevándorlás, ami elsősorban a távmunka járvány miatti elterjedésének volt köszönhető. A külföldiek csaknem egyformán oszlottak meg a szigetek két tartománya (Las Palmas de Gran Canaria, beleértve Lanzarote és Fuerteventura valamint Santa Cruz de Tenerife beleértve La Palma, La Gomera és El Hierro) között.
A külföldiek közül a legtöbben Olaszországból érkeztek (49 879 fő, a külföldiek 17,3%-a). A britek 29 582 fővel (10,2%), a németek 25 286 fővel (8,7%) képviseltetik magukat. A külföldi polgárok mintegy kétharmada a történelmi kapcsolatok révén Latin-Amerikából valamint Marokkóból érkezett. (Venezuela: 19 033 fő, Marokkó: 18 345 fő, Kolumbia: 16 557 fő, Kuba 14 000 fő).

### Az egyes szigetek népessége
| népesség                 | 1976       | 2003       | 2005       | 2008       | 2015       | 2020       | 2022    |
| ------------------------ | ---------- | ---------- | ---------- | ---------- | ---------- | ---------- | ------- |
| Spanyolország egésze     | 35 701 000 | 42 717 064 | 44 108 530 | 45 828 172 | 46 624 382 | 47 450 795 |         |
| A Kanári-szigetek egésze | 1 342 810  | 1 894 868  | 1 968 280  | 2 075 968  | 2 100 306  | 2 175 952  |         |
| Tenerife                 | 567 404    | 799 889    | 838 877    | 886 033    | 888 184    | 928 604    | 978 099 |
| Gran Canaria             | 591 445    | 789 908    | 802 247    | 829 597    | 847 830    | 855 521    | 876 192 |
| Lanzarote                | 47 521     | 114 715    | 123 039    | 139 506    | 143 209    | 155 812    | 154 915 |
| Fuerteventura            | 24 663     | 74 983     | 86 642     | 100 929    | 107 367    | 119 732    | 122 526 |
| La Palma                 | 80 219     | 85 631     | 85 252     | 86 528     | 82 346     | 83 458     | 86 451  |
| La Gomera                | 24 270     | 19 580     | 21 746     | 22 622     | 20 783     | 21 678     | 22 711  |
| El Hierro                | 7 278      | 10 162     | 10 477     | 10 753     | 10 587     | 11 147     | 11 570  |